# Phyllanthus balansaeanus
Phyllanthus balansaeanus är en emblikaväxtart som beskrevs av André Guillaumin. Phyllanthus balansaeanus ingår i släktet Phyllanthus och familjen emblikaväxter. Inga underarter finns listade i Catalogue of Life.